# Wälder und Kalkmagerrasen der Ringgau Südabdachung
Wälder und Kalkmagerrasen der Ringgau Südabdachung este o arie protejată (arie specială de conservare — SAC, sit de importanță comunitară — SCI) din Germania întinsă pe o suprafață de 1.567,74 ha, integral pe uscat.

## Localizare
Centrul sitului Wälder und Kalkmagerrasen der Ringgau Südabdachung este situat la coordonatele 51°02′41″N 10°06′34″E / 51.0447°N 10.1094°E.

## Înființare
Situl Wälder und Kalkmagerrasen der Ringgau Südabdachung a fost declarat sit de importanță comunitară în aprilie 1999 pentru a proteja 8 specii de animale. Situl a fost protejat și ca arie specială de conservare în martie 2008.

## Biodiversitate
Situată în ecoregiunea continentală, aria protejată conține 13 habitate naturale: Ape puternic oligomezotrofe cu vegetație bentonică cu Chara spp., Formațiuni de Juniperus communis pe lande sau pajiști calcaroase, Pajiști uscate seminaturale și facies de acoperire cu tufișuri pe substraturi calcaroase (Festuco-Brometalia) (* situri importante pentru orhidee), Fânețe de joasă altitudine (Alopecurus pratensis, Sanguisorba officinalis), Izvoare petrifiante cu formare de travertin (Cratoneurion), Grohotișuri medio-europene calcaroase, de la nivel colinar și montan, Peșteri inaccesibile publicului, Păduri de fag Luzulo-Fagetum, Păduri de fag Asperulo-Fagetum, Păduri de fag din Europa Centrală dezvoltate pe sol calcaros cu Cephalanthero-Fagion, Păduri de stejar și carpen Galio-Carpinetum, Păduri pe pante, grohotișuri și ravene de Tilio-Acerion, Păduri aluvionare cu Alnus glutinosa și Fraxinus excelsior (Alno-Padion, Alnion incanae, Salicion albae).
La baza desemnării sitului se află mai multe specii protejate:
- păsări (4): porumbel de scorbură (Columba oenas), ciocănitoare neagră (Dryocopus martius), șoimul rândunelelor (Falco subbuteo), ciocănitoare verzuie (Picus canus)
- amfibieni (1): izvoraș-cu-burta-galbenă (Bombina variegata)
- mamifere (3): râs eurasiatic (Lynx lynx), liliac cu urechi mari (Myotis bechsteinii), liliac comun (Myotis myotis)

Pe lângă speciile protejate, pe teritoriul sitului au mai fost identificate 1 specie de păsări, 10 specii de mamifere, 22 de specii de nevertebrate, 2 specii de reptile.